# لوريس باكيتي
لوريس باكيتي (بالإيطالية: Loris Bacchetti)‏ (6 فبراير 1993 بغاردياغريلي في إيطاليا -) هو لاعب كرة قدم إيطالي في مركز الدفاع. لعب مع نادي بيسكارا ونادي كاتانزارو ولانشانو كالتشيو 1920 ‏.

## خلفية
ولد باكيتي في بلدية غاردياغريلي بإقليم أبروتسو، وبدأ حياته المهنية في فريق البلدية «نادي بيسكارا». في يناير/كانون الثاني 2010، تم استبدال باكيتي بدانيلو سوديمو، وقد قُيّمت 50٪ من حقوق تسجيل باكيتي بقيمة 300 ألف يورو، و50٪ من حقوق سوديمو بلغت قيمتها أيضا 300 ألف يورو.
عاد باكيتي إلى بيسكارا مع برونو مارتيلا في صيف 2011. لعب باكيتي ثلاث مرات في دوري الدرجة الثانية لكرة القدم في إيطاليا، وذلك خلال موسم 2011-2012.
في يونيو/حزيران 2012، استحوذ سامبدوريا على مارتيلا مباشرة وباع باكيتي إلى بيسكارا.
في 16 يوليو/تموز 2012، انضم باكيتي إلى نادي الدرجة الثانية فيرتوس لانسيانو  في إطار صفقة إعارة.

## روابط خارجية
- لوريس باكيتي على موقع قاعدة بيانات كرة القدم.إي يو (الإنجليزية)
- لوريس باكيتي على موقع Soccerway.com (الإنجليزية)